# ティアリングサーガ ユトナ英雄戦記
『ティアリングサーガ　ユトナ英雄戦記』（ティアリングサーガ ユトナえいゆうせんき、Tear Ring Saga）は、2001年5月24日に日本のエンターブレインから発売されたPlayStation用シミュレーションRPG。

## 概要
格子状に区切られた2Dマップ上に敵味方ユニットを配し戦闘を行う戦術マップでクリア目的を達成する(多くはボス撃破)ことでシナリオを進行させる、ウォー・シミュレーションRPG。戦闘マップをクリアすると世界全体を見渡せる全体マップに戻り、シナリオの進行に従って進める場所が増えていく様子や、現在の所在地・目的地等を視覚的に理解することが出来る。
開発はティルナノーグが行い、ゲーム・デザインは『ファイアーエムブレム』シリーズを立ち上げた加賀昭三、キャラクター・デザインは『ファイアーエムブレム トラキア776』（1999年）を手掛けた広田麻由美が担当している。
本作は、ゾーア帝国に国を追われたラゼリア公国の公子リュナンと、グラナダ太守の息子にして私掠海賊団「シーライオン」の頭・ホームズの二人を主人公としている。プレーヤーはある程度シナリオが進むと軍全体をリュナン軍とホームズ隊に分割し、ゲームを進めていくこととなる。
本作の本筋と言えるリュナン軍は、リュナン率いるユトナ同盟とゾーア帝国の戦争を描いている。ストーリー性や戦術性を重視したシナリオであるため、自由度はほぼ無く、正規軍同士の戦いを描いていることもあって難易度の高いマップが多い。一方、私掠船団として自由に世界を駆け巡るホームズ隊は、基本的にモンスターや盗賊などを相手にしていることもあって難易度の低いマップが多く、無制限に経験値・アイテムを稼げるフリーマップも用意されている育成重視のシナリオである。シナリオを進めていくことも、シナリオを忘れて財宝集めや戦力育成に勤しむことも可能な自由度の高さが特徴である。
基本的にリュナン軍とホームズ隊は別行動を取るが、シナリオ途中で何回か強制的に合流し戦力・アイテムの交換を行うことが出来る。ホームズ隊で手塩に掛けて育てた戦力をリュナン軍で活躍させることも可能であり、「ホームズ隊はリュナン軍の後ろ盾として活動している」と言う設定をシステムの上からもよく表現したものとなっている。
二人の視点から物語を進めていくことを本作の物語の特徴として挙げられるが、リュナン・ホームズの属するリーヴェ王国陣営以外の勢力からも、魅力的な人物たちが多数登場してドラマ性を高めている。特にエリアルの王子セネト、レダの王女ティーエなどは重要人物として物語のテーマに関わってくる。
続編に『ティアリングサーガシリーズ ベルウィックサーガ』が発売されている。

## エムブレムサーガ（初期構想）
ティルナノーグ設立者の加賀昭三は、それまでインテリジェントシステムズに所属していた。そのため発売直前まで『エムブレムサーガ』のタイトルであったことを始め加賀の作品であるファイアーエムブレム（FE）シリーズとの類似点が多い。雑誌のインタビューにおいて、FEシリーズと世界観を共有していることを意図的に示唆・広告に利用したため、インテリジェントシステムズ及びFEシリーズの発売元・任天堂との訴訟に発展。最高裁判所まで争われた結果、不正競争防止法違反において任天堂側の請求が一部認められ7600万円の支払いが命じられた（2005年4月に終結）。詳細は「ティアリングサーガに関わる問題」を参照のこと。
なお、2000年に『エムブレムサーガ』の表題で製作発表された当時のゲームシステムや画面のレイアウトは『ティアリングサーガ』とは大幅に異なっている。詳細はエムブレムサーガの項を参照。

## ストーリー
物語の舞台は島大陸リーベリア。リーベリアを長きに渡って治めていたサリア・レダ・カナン・リーヴェの四王国は邪神崇拝を旨とするゾーア帝国に滅ぼされ、暗黒の時代に突入しようとしていた。
リーヴェ王国を構成していた4公国のひとつ、ラゼリア公国大公グラムドの息子・リュナン公子は、帝国軍の猛攻に国を追われ、父のかつての盟友であるヴァルス提督が支配する港町グラナダに逃れた。そこで提督と彼の息子であり親友でもあるホームズとともに帝国軍相手に抗戦し続けたリュナンはこの攻防によって「グラナダの英雄」と呼ばれるようになる。しかし一年後、帝国軍によりグラナダも陥落し、ホームズと共に僅かな手勢を引き連れ、大陸の南に位置する島を領土とする新興国・ウエルト王国に向けて脱出することとなる。
かの王国の助力を得、再び帝国に立ち向かうリュナン・ホームズの長きに亘る戦いとその陰に蠢く邪神復活の陰謀を壮大なスケールで描く。

## 登場人物
登場人物の半数が縁戚関係である。

### 仲間になるキャラクター
| 名前         | ユニット         | 出身       | 参戦      | 備考 | 参戦条件                                                    |
| ------------ | ---------------- | ---------- | --------- | --- | ----------------------------------------------------------- |
| リュナン     | ナイトロード     | ラゼリア   | MAP1      | 主人公のひとり。ラゼリア公子。帝国打倒を掲げリーダーとして戦争に身を投じる。                                                               |                                                             |
| クライス     | ルークナイト     | ラゼリア   | MAP1      | リュナンと共に落ち延びたラゼリア騎士。実直な性格。                                                                                         |                                                             |
| アーキス     | ルークナイト     | ラゼリア   | MAP1      | リュナンと共に落ち延びたラゼリア騎士。快活だが少々お調子者の面も。                                                                         |                                                             |
| ガロ         | 海賊             | ？         | MAP1      | ホームズの命でリュナンの護衛に就く。寡黙だが優秀な斧使い。                                                                                 |                                                             |
| サーシャ     | プリンセス       | ウエルト   | MAP1      | とある事情で王宮から脱出した王女。ウエルトを訪れたリュナンに助けを求める。                                                                 | リュナンで話し掛ける                                        |
| ケイト       | レディナイト     | ウエルト   | MAP1      | サーシャの護衛として共に首都から逃れてきた。剣と弓を扱う。                                                                                 | サーシャと共に仲間になる                                    |
| ラフィン     | コマンドナイト   | バージェ   | MAP2      | 故あってウエルト王国・ヴェルジェ家の養子となった槍騎士。元々は竜使い。                                                                     |                                                             |
| エステル     | ルークナイト     | ウエルト   | MAP2      | ヴェルジェ伯爵家の娘。駆け出し騎士。ラフィンに淡い想いを寄せる。                                                                           |                                                             |
| リー         | 神官             | ウエルト   | MAP2      | ヴェルジェ家に仕える神官。 | エゼキエル・ナロン・ルカとの4択                             |
| エゼキエル   | アクスナイト     | ウエルト   | MAP2      | ヴェルジェ家に仕える斧騎士。レティーナと言う妹がいる。                                                                                     | リー・ナロン・ルカとの4択                                   |
| ナロン       | ルークナイト     | ウエルト   | MAP2      | ヴェルジェ家に仕える騎士。見習いだが将来性を秘める。                                                                                       | リー・エゼキエル・ルカとの4択                               |
| ルカ         | 弓戦士           | ウエルト   | MAP2      | グラムの森で猟師をしていた少年。志願兵としてヴェルジェ家に参ずる。                                                                         | リー・エゼキエル・ナロンとの4択                             |
| エンテ       | シスター         | リーヴェ   | MAP2      | ウエルト領内のマルス神殿で巫女として仕えていた少女。物語の鍵を握る一人。                                                                   |                                                             |
| バーツ       | 斧戦士           | ウエルト   | MAP2      | ウエルト領トーラスの村で暮らしていた斧使い。プラムと言う妹がいる。                                                                         |                                                             |
| ジュリア     | 剣士             | イル       | MAP2      | 赤い髪が印象的な女傭兵。トーラス山賊に単身立ち向かう所でリュナンと出会う。                                                                 |                                                             |
| プラム       | 神官             | ウエルト   | MAP2      | トーラスで兄と共に暮らしていた少女。この目で世界を見る事に憧れる。                                                                         | エンテでプラムの家を訪ねる                                  |
| マーテル     | ペガサスナイト   | サリア     | MAP4      | マルス神殿で護衛と伝令を務めていた天馬騎士。姉と妹がいる。                                                                                 |                                                             |
| ラケル       | ボウマスター     | ウエルト   | MAP4      | 弓の女神と称される弓使い。不殺の誓いを立て、人は殺めない。ルカは実弟。                                                                     | サーシャでラケルの家を訪ねる                                |
| ヴェガ       | 剣士             | シュラム   | MAP4      | 魔剣「シュラム」を携え世界を渡り歩く傭兵。依頼でジュリアの命を狙う。                                                                       | ジュリアとヴェガが戦闘する                                  |
| ジーク       | ダークナイト     | ？         | MAP5      | マルス神殿を襲ったゾーア暗黒騎士。寝返ってリュナン軍に加わる。                                                                             | リュナンで話し掛ける                                        |
| マルジュ     | 魔道士           | ウエルト   | MAP5      | 大神官エーゼンバッハの孫で風を操る魔道士。メルは実姉。                                                                                     | エンテで話し掛ける                                          |
| メル         | トルバドール     | ウエルト   | MAP6      | マルス神殿の修道女だったが、騎士ロジャーと恋に落ちる。                                                                                     | MAP3・4で特定イベントを発生させる                           |
| ノートン     | アーマーナイト   | ウエルト   | MAP6      | ウエルト王家の重騎士。サーシャ追跡を宰相から命ぜられる。                                                                                   | サーシャで話し掛ける                                        |
| トムス       | ウッドシューター | ウエルト   | MAP7      | 猟師をしていた所を宰相軍に徴兵される。暢気な性格。                                                                                         | バーツで話し掛ける                                          |
| ロジャー     | パラディン       | ウエルト   | MAP7      | ウエルト王家に仕える聖騎士。命令と恋人メルとの狭間で懊悩する。                                                                             | メルで話し掛ける                                            |
| カトリ       | シスター         | サリア     | MAP8      | 天真爛漫な少女。サリア王家直系の王女だが、本人はその事を知らない。ゾンビの杖を振り回して、イスラにゾンビが山ほど湧いてしまうようになった。 |                                                             |
| ゼノ         | 戦士             | ？         | MAP8      | 私掠船団・シーライオン所属の剣士。真っ直ぐな気性の持ち主。                                                                                 |                                                             |
| ユニ         | 盗賊             | ？         | MAP8      | 私掠船団・シーライオン所属の盗賊。男の子のように見えるが少女。                                                                             |                                                             |
| メリエル     | 魔道士           | リーヴェ   | MAP9      | 行方不明の兄を捜して姉のいる教会を抜け出した少女。勝ち気な光魔法使い。                                                                     |                                                             |
| ナルサス     | 盗賊             | ？         | MAP9      | 私掠船団・シーライオン所属の盗賊。飄々とした性格。変装が得意。                                                                             | MAP3で特定のイベントを発生させる+リュナンで話し掛ける       |
| シャロン     | レディナイト     | バージェ   | MAP10     | 滅亡したバージェ公国の騎士。現在は傭兵に身を窶す。ラフィンの元恋人。                                                                       | ラフィンで話し掛ける                                        |
| ビルフォード | アーマーナイト   | バージェ   | MAP10     | シャロンに付き従う、「暴れ牛」の異名を持つ勇猛な重騎士。                                                                                   | シャロンで話し掛ける                                        |
| ミンツ       | ブラックナイト   | カナン     | MAP10     | カナン黒騎士団所属の騎士。成り行きで捕らえられていたレニーを救う。                                                                         | MAP10で特定イベントを発生させる                             |
| レニー       | 弓騎士           | セルバ     | MAP10/17  | セルバ領主・レオンハートに仕える弓使い。拷問にも屈しない気丈さを持つ。                                                                     | MAP10を10ターン内にクリア/MAP17のレニーの家をミンツで訪ねる |
| ホームズ     | ボウヒーロー     | グラナダ   | MAP11     | もう一人の主人公。私掠船団「シーライオン」の頭としてリュナンを様々に支える。                                                               |                                                             |
| シゲン       | 剣士             | ゾーア     | MAP11     | 私掠船団「シーライオン」所属の剣士。ホームズの片腕であり、魔剣「デュラハン」の使い手。                                                     |                                                             |
| エリシャ     | 魔道士           | レダ       | MAP11     | トレンテ北神殿所属の魔道士。雷魔法を得意とする。                                                                                           |                                                             |
| サムソン     | 斧戦士           | エリアル   | MAP11     | 山賊・ヤーザムに雇われていたが、命令に背き囚われたエリシャを助ける。強力な斧使い。                                                         |                                                             |
| ライネル     | スピアナイト     | ウエルト   | MAP11～   | ウエルト王家に仕える槍騎士。一本気の通った有能な男。                                                                                       | ウエルト王宮でイベントを発生させる                          |
| アトロム     | 戦士             | ブラード   | MAP12     | 姉・レネを探して旅を続ける少年。海賊に囚われた姉とやっとの思いで再会する。                                                                 |                                                             |
| クリシーヌ   | 剣士             | イストリア | MAP13     | 海賊・メルヘンに雇われていた傭兵。とある理由でヴェガの命を狙う。                                                                           | MAP13で特定のイベントを発生                                 |
| メルヘン     | 頭目             | ？         | MAP14     | シスター・レネを攫った海賊の頭目。ある意味で脅威のスキルを所持する。                                                                       |                                                             |
| フラウ       | ペガサスナイト   | サリア     | MAP15     | 可憐な見習い天馬騎士。姉にマーテル・ヴェーヌがいる。                                                                                       | マーテルで話し掛ける                                        |
| サン         | ルークナイト     | カナン     | MAP15     | カナンの騎士見習いだが、ブラードの街に預けられていた。フラウと意気投合する。                                                               | フラウで話し掛ける                                          |
| リーリエ     | 神官             | ブラード   | MAP15～30 | 歌を愛する、マイペースな神官。「うたう」事で味方に様々な支援を与える。                                                                     | アトロムでブラードの教会を訪ねる                            |
| シロウ       | ホースメン       | セルバ     | MAP17     | セルバ領主・レオンハートの片腕である弓騎士。誠実な性格。                                                                                   |                                                             |
| ロファール   | キングスナイト   | ウエルト   | MAP19     | 戦乱で行方不明だったウエルト王。サーシャの父。大陸に名を知られる英雄の一人。                                                               | サーシャかリュナンで話し掛ける                              |
| レオンハート | マムルーク       | セルバ     | MAP22     | 草原地方の街、セルバの太守。僅かな手勢を率いて帝国軍に抵抗し続けている。                                                                   |                                                             |
| ザカリア     | ジェネラル       | サリア     | MAP22     | サリア王家滅亡後、やむなく帝国に恭順していた将軍。カトリを王女として見出す。                                                               |                                                             |
| バド         | 盗賊             | サリア？   | MAP23     | 男装の少女盗賊。行き倒れていたリシュエルを看護する。                                                                                       | ナルサスが仲間になっている場合のみMAP23で特定イベントが発生 |
| リシュエル   | 魔道士           | サリア     | MAP23     | サリア神官家に連なる炎の魔道士。バドを人質に取られ、やむなく戦いの場に身を置く。                                                           | バドで話し掛ける                                            |
| シエラ       | 魔女             | ？         | MAP24/31  | 帝国を裏切り脱走した魔女。シゲンと何かしらの深い関係があるようだ。                                                                         | MAP24までにシゲンが死亡している/MAP31の民家を訪ねる         |
| レティーナ   | 神官             | ウエルト   | MAP25     | 盲目の少女。エゼキエルの妹。長いイベントの果てにクライスと結ばれる。                                                                       | 特殊イベントを全てこなし、特定の民家を訪ねる                |
| リベカ       | 神官             | アルカナ？ | MAP25     | 砂漠の彼方にあると言われるアルカナ出身の少女。                                                                                             | レティーナが仲間にならない場合、特定の民家を訪ねる          |
| リィナ       | ルークナイト     | ラゼリア   | MAP26     | ラゼリアに住むクライスの妹。騎士見習いであり、アーキスの婚約者でもある。                                                                   | アーキスかクライスで民家を訪ねる                            |
| レネ         | 聖女             | サリア     | MAP29     | メリエルを探して旅に出、海賊に攫われて命を落としかけたシスター。破邪と転送の杖を使いこなす。                                               | アトロムで話し掛ける                                        |
| ヨーダ       | ソードマスター   | イル       | MAP30     | その技を伝説と謳われた名剣士。ジュリアの父でもある。竜聖の技を娘に伝授する。                                                               |                                                             |
| ハガル       | ウッドシューター | カナン     | MAP34     | ミンツの実弟。カナン軍人としてリーヴェ防衛戦に駆り出される。                                                                               | ミンツで話し掛ける                                          |
| ヴェーヌ     | ペガサスナイト   | サリア     | MAP36     | カナン王子セネトに付き従う天馬騎士。マーテルとフラウは妹。                                                                                 |                                                             |
| セネト       | プリンス         | カナン     | MAP40     | カナン王国王太子、アーレスの遺児。帝国打倒・カナン再興を掲げて戦いを続けていた。                                                           |                                                             |
| ティーエ     | レダプリンセス   | レダ？     | MAP40     | 滅亡したレダ王家の生き残り。マール王子リチャードの後ろ盾を得て帝国打倒を目指していた。                                                     |                                                             |
| アフリード   | 賢者             | レダ？     | MAP40     | レダ神官家に連なる賢者。ティーエたちと共に行動していた。エリシャは義理の娘。                                                               |                                                             |

## 国家・登場人物
以下の項目では登場するキャラクターと各国家の現状設定を概説していく。

### リーヴェ王国
ユトナ女神の創り上げたリーベリア大陸四王国のひとつ。豊かな中原地帯を領土とし、ラゼリア、ノルゼリア、ゼムセリア、リベリアの四公国で構成される。肥沃な領土を背景に600年以上に亘って繁栄を謳歌してきたが、ガーゼル教国と同盟したカナン王国の強襲を受け国土の大半を制圧される。
しかし戦争を望まないカナン国王の王太子・アーレスと、カナンの侵攻を水際で食い止め続けて来た名軍師・ラゼリア大公グラムドとの間でノルゼリアにて密約が交わされ、停戦に辿り着こうと言う寸前で突如リーヴェの守護聖竜「ミュース」が出現。街もろともアーレスとグラムドはミューズの炎によって灰燼と帰し（ノルゼリアの悲劇）、相互不信の極みに達したカナンとリーヴェは全面戦争に再突入。諸公国の裏切りもあってリーヴェはその歴史を閉じることとなる。
物語開始時、リーヴェ全土はガーゼル教国の支配下に置かれている。

#### リーヴェ王宮
メーヴェ
リーヴェ王の末娘で、現存するリーヴェ王族の中では唯一の末裔。水の聖痕を持つ。

#### 水の神官家
メリエル
水を司るリーヴェの大神官マイオスの孫娘。
リシュエルの妹であり、メーヴェの母親と自身の父ナリスが兄弟のため、メーヴェとは従妹にあたる。
光属性の魔法を得意としており、スターライトの魔道書を継承している。
ブラードに身を隠していたが、帰ってこないリシュエルを心配し、単身探しに行っていたところ、マールの港にてメーヴェと再会し、リュナン軍に参加する。
物語後半で手に入る、彼女専用の魔法“オーラレイン”を手にすることで、かなりの戦力増となる。

#### ラゼリア公国
グラムド
ラゼリア公国大公にしてリーヴェの誇る名将。レダ解放戦争の六勇者の一員。
リュナンの父。ゾーア帝国の侵攻を食い止め、帝国内の反戦争派と接触して和平の道を探る。
またヴァルスと共にイル島の反乱鎮圧に赴いた際、戦ったヨーダ達ゾーア人を保護し彼らの解放を国王に迫り、捕われていたゾーア人を解放するよう尽力していた。そのため後述のジークも彼の事はただ一人「大公」と敬称で呼んでいる。
その努力が実を結ぶかに見えた瞬間、ノルゼリアの悲劇によって帰らぬ人となる。
リュナン
ラゼリア公国大公グラムドの息子で、ラゼリアの公子。本作品の主人公。
年齢は物語開始時で16歳。年齢に伴わず、冷静で温厚な性格。
父親の名声に負けず劣らず、高い能力と指揮官としての実力を持っているが、育った環境のためか、青年の年相応らしさが少し欠落している。
成長力としては無難であり、クラスチェンジによる能力ボーナスが高く、レベル後半から強力なスキルを覚えていくため、大器晩成型である。
オイゲン
ラゼリア公国の軍師。グラナダを落ち延びたリュナンに守り役として付き従い、年若い騎士たちの指南役も務める。
時折的外れに思える指摘を口にしたり、失言を度々こぼすなどうっかりした面を見せたかと思えばリュナンの行動に怜悧な指摘を加えたりもする。
基本的には好々爺である。
アーキス
ラゼリアの若き騎士で、物語当初はルークナイト。
軽い性格のお調子者で、騎士としては品位に欠ける部分がみられる。
ラゼリアに置いてきた許嫁のリィナの身を案じる場面が多々見られる。
クライス
ラゼリアの若き騎士で、アーキスとは親友であり良きライバル。
真面目で誠実な性格をしており、アーキスとは対照的である。
エゼキエルの妹、レティーナを仲間にする上では重要なユニット。
リィナ
クライスの妹で、新米騎士。アーキスの許嫁でもある。
最初は弱いが、育てるとそれなりに戦力にはなるものの、物語後半からの登場のため、あまり恩恵が得られない。
成長率は高いものの、力と防御がほとんど上がらず、その一方で魔力が極端に上がる。

#### ゼムセリア公国
ドルム
ゼムセリア公爵。王家に次ぐ実力の持ち主とされてきたが、帝国再侵攻に際しリーヴェを裏切って帝国側に付き、リーヴェ滅亡の原因となる。
リーヴェ占領後はラゼリアの支配を委ねられ、息子のレンツェンハイマーと共に過酷な圧政を敷く。
レンツェンハイマー
大公ドルムの息子。幼い頃からリュナンをライバル視しており、彼の人気をとても妬んでいた。
残虐非道で、過酷な圧政でラゼリアの民を苦しめる。更に、自らの行為を咎められたという理由で母親を殺してしまうなど、非常に歪んだ性格。
そのため寝返って味方になったはずのカナン側からもガーゼル側からも「捨て石」としか見られていない。
母の殺害現場をジュリアに見られてしまったため、その罪をジュリアになすりつけ、ヴェガを刺客として送ったが、結果としてその二人がリュナンに手を貸すきっかけを与えてもいる。

### サリア王国
リーベリア大陸四王国のひとつ。南部の草原地帯を領土とし、国境を接するレダ王国とは200年ほど前から戦争状態にあったがおよそ50年前にレダを滅亡させる。しかしその代償は大きく、多くの有力諸侯を失い疲弊した国土の大部分を草原の民に奪われる結果を招いた。
物語開始時、主立った諸侯に代わって勇猛な草原の民が帝国への抵抗を続けている。
カトリ
清らかな心を持つシスターの少女。
正体は、現サリア王の娘で、サリア王族の末裔。火の聖痕を持つ。
カトリという名は、育ての親である司祭によって名づけられた名であり、本名はマリア。母親と同じ名前である。区別をするため、小マリアと言われることも。
天真爛漫で明るい性格をしており、信仰心が高く、悪人であってもケガをしている人間を放っておけない。そのため、多くの人間が彼女によって励まされ、心を入れ替える人間もいる。
マリア
死んだとされていたサリア王妃。
夫のサリア王ダグネルと共に十数年間も幽閉されていた。
娘の小マリアとはその生後すぐに生き別れている。セルバ大公レオンハートの姉。
アハブ
サリア王弟に当たるブラード公。
サリア王家に突如反旗を翻し、王と王妃をサリア城地下に幽閉。
ふたりの娘である小マリアを配下のザカリア将軍に託させる。
ザカリア
重騎士の将軍。
もとはサリア王国の騎士だったが、王家が滅亡した後は帝国に就いていた。

#### 火の神官家
クラリス
炎を司るサリアの大神官、オクトバスの娘。
ヴェーヌ・マーテル・フラウのペガサス三姉妹の母でもある。
父親オクトバスを殺めたガーゼル教皇、グエンカオスの魔の手を恐れてサリアの森に隠遁していた。
リシュエル
炎を司るサリアの大神官、オクトバスの孫息子で、メリエルの兄。
初登場時は、ガーゼル教団による攻撃でケガをしており、バドに介抱されている。
魔道士の中では成長率がトップクラスに高く、専用武器による弱点の補正も加わり、物語後半での登場にもかかわらず、かなり重宝をする。
レネ
クラリスの兄、アンドレの娘で、破邪の聖女と呼ばれている。
アトロムの義理の姉でもある。

#### ブラード
レオンハート
現サリア王妃マリアの弟で、セルバの太守であるが、アハブの侵攻を阻止するべくブラードにて攻防を続けている。
“草原の狼”という名を持ち、剣と弓を使い分け戦う遊牧騎兵。
子供を身籠った妻がいたのだが、セルバでの戦いで行方不明となる。実の子供とは、物語の進め方によっては再会する。
シロウ
レオンハートの部下で、遊牧騎兵の男性。
アトロム
ブラードの孤児院で暮らしていた、戦士の青年。
メリエルを捜しに行ったレネを追って旅に出ていたが、とある事情でホームズ隊に参加する。
ゼノと同じく、成長率がかなり高く、前衛として大活躍する。
リーリエに対しては気があるようで、何かと放っておけない様子。
ホームズとは何かしらの繋がりがあるらしく、物語を進めていくと見えてくる。
リーリエ
歌うことが大好きな、神官の少女。マイペースで少しとぼけている。
孤児院で暮らしていたが、アトロムに連れ立ってホームズ隊に参加することになる。
周りのユニットを微小回復させることのできる専用スキル“うたう”を持っており、かなりの回数を重ねることで、嬉しい恩恵が得られるようになる。
フラウ
天馬騎士の少女で、マーテルの妹。

#### セルバ草原
レニー
レオンハートの部下で、弓戦士の女性。セネーを支配していたパブロフに処刑されようとしていたが、黒騎士ミンツに解放される、またはリュナン軍により救助されることで仲間に加わる。
移動力の成長率が、やたら高い。

#### サリアの森
バド
盗賊の少女で、ナルサスを兄貴と呼び慕っている。
ケガを負ったリシュエルを介抱していた。
見た目も口調もボーイッシュだが、リシュエルに対して明確な好意を抱いている。

### カナン王国
リーベリア大陸四王国のひとつ。北東の山岳地帯を領土とし、他の王国と共に長きに亘って平和を保ってきた。しかし突如として出現したガーゼル教国の勢力と戦争に突入し、当時の王バハヌークは周辺小国を束ねて20年余年の長期戦を続けてきた。この間バハヌークは隣国リーヴェに対し援軍を要請し続けたが、リーヴェ諸貴族はそれをのらりくらりとかわすのみに終始する。
そして物語の始まる3年ほど前、何の前触れもなくバハヌークはガーゼル教国と和平を締結。800年前に勇者と女神によって滅ぼされた「ゾーア帝国」の再興を宣言し、疾風の如くリーヴェに侵攻を開始。ラゼリア大公グラムドと王国内反戦派の動きによって一度は和平へ舵を切るも、「ノルゼリアの悲劇」によって王太子アーレスを喪ったことでリーヴェ侵攻を再開しリーヴェを滅亡に追い込んだ。
物語開始時、大陸全土はほぼカナン（ゾーア）の手中にあり、国内に存在する反戦派もその動きをほぼ抑えられている。
バハヌーク
カナン国王。ガーゼル教国に対し長期間の持久戦に挑むが、突如変心しガーゼル教国と同盟を結ぶ。
その後は無謀とも思える領土拡大政策を採り、大陸全土に戦禍を広げていった。
しかし実質的な政策決定には関与せず、愛妾に溺れているとの噂もある。
アーレス
カナン国王バハヌークの長男。レダ解放戦争の六勇者の一員。
妻はエーゼンバッハの娘、セレーネ。そのためセネト達はメル・マルジュと従兄弟に当たる。
次弟バルカ、末弟ジュリアスと共にその英明さを讃えられる存在だった。
リーヴェとの戦争に反対し、「敵」でありかつての戦友でもあったグラムド大公と共に和平に尽力するもそれは叶うことなく「ノルゼリアの悲劇」によって倒れる。
バルカ
カナン国王バハヌークの次男。
父親の命に逆らいきれず大陸西部へ軍を差し向ける。有能だが、自らの意思を貫き通す強さを持った兄アーレスや弟ジュリアスを羨んでいた節も。
エストファーネと言う娘がいる。
ジュリアス
カナン国王バハヌークの三男。
リーヴェとの戦争には反対の立場を崩さず、父王に背いて軍を動かさず将兵の消耗を避け続けた。
ガーゼル教国との同盟を断ち切ろうと足掻く。
レシエ
カナン国王バハヌークの長女。
カナン5王国のひとつ、ソフィア公国に養女に出されていた。兄アーレスに彼の息子、セネトの捜索を依頼されている。
セネトと合流後は彼の率いる傭兵軍に参加。
セネト
カナン王太子アーレスの息子。
ネイファ
カナン王太子アーレスの娘。
アーレス死亡後に幼い彼女も何者かに拉致されかけるが、旅の女剣士カティナに預けられ実兄セネトと共に彼女の庇護の元で成長。
しかし盗賊にさらわれて売り飛ばされ、カナンの守護聖竜「ラキス」に無理矢理転身させられるなど波乱の運命を辿る。
ヴェーヌ
サリアの天馬騎士で、クラリスの娘。3姉妹の長女でもある。
エストファーネ
カナン王子バルカの娘。
守り役であるバルバロッサに懐く様子も可愛らしい、穏やかで心優しき少女であったが、戦争のもたらした別離と憎悪が彼女を変えていくこととなる。
エルンスト
「カナンの剣」と称されるカナン随一の将軍。
人望も厚く無駄な犠牲を好まない清廉な人物として知られる。リーヴェ王城の防衛戦にて指揮官としてリュナン軍に総力戦を挑む。黒騎士ミンツとは知己の関係にあり、両者を戦闘させると会話イベントが発生する。
バルバロッサ
エルンストと並び「カナンの盾」と称される将軍。
バルカ王子の娘、エストファーネの守り役も務めていた。
バルカ王子の苦悩を理解し、捕虜とした兵士にも相応の処遇を施すなど義に溢れた人物であった。
だがバルト要塞防衛戦にてリュナン軍と剣を交え、傷つきながらも奮戦した末、カナンの行く末を案じながら要塞もろとも自爆して戦死した。
その際に逃がした部下がバルバロッサに殉じるため最初で最後の命令違反を犯したりと、兵からの信望も厚い。
シルヴァ
元カナン黒騎士団隊長。
バルバロッサは父、サンは娘である。
アーレス王子亡き後弾圧を受けて流刑地に送られた騎士団を救うべくサリアに亡命し、セネト王子率いるエリアル傭兵軍に参加する。
サン
新米騎士の少女。育て上げると、見事な黒騎士に成長を遂げる。
セオドラ
ソフィア公国の竜騎士。ジュリアスの腹心として行動する。
シオン
セオドラの弟に当たるソフィア公国の騎士。
海賊に攫われて命を落としかけたシスター・レネを、彼女を救助した部下から預かっていた。
グラナダの守護に当たっている際にグラナダ奪還を目指すホームズ隊と激突する。
シャロン
バージェ公国出身の女騎士。
ビルフォード
バージェ公国出身の重騎士。
ミンツ
カナンの黒騎士の男性。
エルンスト率いる第4師団への援軍としてセネーに派遣された際、捕虜の娘・レニーと出会い、展開によってはパブロフに処刑されそうになったレニーを助け出し代わりに捕われる事になるも、リュナン軍に救出され「傭兵」として参加する事を願い出る。
家族はとうにいない天涯孤独の身で、そのためエルンストもレニーを助け出す事を黙認していた節がある。
ハガル
木造シューターに乗って戦う、狙撃手。
成長率は良いものの、登場が遅いため、活躍の場は少ない。
コンドル軍団
ソフィア出身の龍騎士団。リーダーであるシモンを筆頭に、アンデレ、ピリポ、トマス、マルコの5名から構成される。
全員がドラゴンナイトであり、砂漠の過酷な環境で弱った敵兵をコンドルのように連携攻撃で確実に仕留めることで恐れられる。
しかし、カナンの将軍ゼップからは、（民族差別的な偏見もあり）その戦法を「死体漁り」と見下されている。
全員が相互支援効果を持っており、その恩恵によって高い必殺率を持ち、さらに盾を装備しているため守備も盤石な強敵。隊員の一人であるマルコはレティーナを仲間にする際に必要なイベントに関与してくる。

### レダ王国
リーベリア大陸四王国のひとつ。北西の未開地を領土とし、国境を接するサリア王国とは200年ほど前から戦争状態にあった。サリアに破れ滅亡し、国土の多くが焦土のまま打ち捨てられている。
王家の血はレダ諸侯のひとりに受け継がれているとされるものの、現在ではその後継者の存否も不明である。
ティーエ
トレンテ諸侯貴族の女性。
エリシャ
トレンテ北の神殿からやってきた、雷魔法を得意とする魔道士の女性。
クリシーヌ
盗賊剣士の女性。巨乳の持ち主であり、豊満な胸元をいつも覗かせている。
かつて、双剣使いのアルドと言う人物と恋仲だったが、目の前でヴェガにアルドを殺されたうえ、その首を持っていかれた。
それからは盗賊剣士に成り下がって生きていたが、雇われていたメルヘンの横暴に見かねて離反、ホームズ軍に加わった。
ホームズ軍にヴェガがいる場合、ヴェガに積年の恨みをぶちまけた後、彼に勝てるであろうシゲンにヴェガの殺害を依頼する。
しかしヴェガとシゲンの決闘を見て、アルドは刺客としての定めに殉じたにすぎず、アルドとヴェガの決闘に泥を塗ってしまった事、ヴェガもシゲンも死んではいけない事に気が付き、ホームズに戦いを止めるよう依頼した。
レダで手に入れたダクリュオンを奪い、アルドを生き返らせるべく、モースの塔を登るが、その願いは叶えられなかった。
条件は厳しいが、シゲンと結ばれるエンディングがある。
一方で、シゲンと結ばれずヴェガが生き残っている場合、故郷に戻る際にヴェガにその護衛を依頼している事から、和解した模様である。
アフリード
賢者の男性。“ワープ”のスキルを持っている。

#### ガーゼル教国（ゾーア帝国）
40数年前に教皇グエンカオスを首魁として突如出現した、邪神ガーゼルを主神と崇める教団を中心に構成される宗教国家。暗黒魔道士や暗黒騎士を率いてカナン王国と戦争を繰り広げ、後にカナンと同盟を結び古の昔に勇者「カーリュオン」と女神「ユトナ」に滅ぼされたはずの「ゾーア帝国」を再興させる。以降はカナン王国をほぼ手足のように扱い、大陸各地に戦禍と苛烈な圧政をもたらす存在となっている。
グエンカオス
ガーゼル教国の教皇。
元々はレダ王国で神官を務め将来を嘱望される若者だったが、とある事件をきっかけに邪神ガーゼルの崇拝に傾倒。
レダ滅亡後の旧領北部に抑圧されていたゾーア人を集めてガーゼル教国を打ち立て、カナンのみならず大陸全体にその牙を剥いた。
邪神復活を企て、闇の最高位魔道書「ザッハーク」を操り各神殿の大神官を殺めるなど陰に日向に暗躍し続ける。
カルラ
カナン国王バハヌークの愛妾。
ゾーアの宝石と謳われた美女であり、暗黒の魔女と恐れられる能力と苛烈な性格の持ち主である。
バハヌークを籠絡してカナンをガーゼルの麾下に従え、グエンカオスの腹心としてゾーア人を迫害したリーヴェに復讐するべく様々な陰謀と暗殺に手を染める。
ジークの実姉であり、ゾーア人に対する迫害に憤慨し、グエンカオスの野望に手を貸した。
実はシゲンの実母であるが、シゲンは父と自分を捨てた彼女を憎んでいる。しかしシゲンがとどめを刺した時の今際の際には、シゲンの本当の名「テオ」で呼び、彼が迫害もされず成長したことを喜ぶ母親としての一面も見せる。なおシゲンとは、カルラの亡き夫にしてテオの実父の名前でもある。
ジーク
マルス神殿にて仲間になる、謎の騎士。本人は「バージェの騎士」を自称しているが、バージェ出身のラフィンは彼の存在を知らなかった。
ゾーアのバージェ侵攻の際に囚われ、体にひどい傷が残るほどの拷問を受ける。家族までもがその対象になったため、家族を守るために暗黒騎士となった。
この事実を知ったケイトはジークに懇意となり、次第に二人は恋仲になる。
その正体はゾーアが送ったスパイであり、中盤にて姉・カルラに促され、ゾーアに戻った。体の傷はゾーア人狩りで付けられたものである。
しかしジーク自身はグラムドに救われた経緯から「差別のない世界」を目指していたため、戻ったゾーアで奴隷戦士が捨てれている様に疑念を抱いた。
カルラの説得でゾーアのために戦うことを誓うも、その本心はケイトにとどめを刺された際に聞くことができる。
スパイの割にはそれらしい動きをまるで見せないが、公式ガイドブックで「化け物ユニット」と称されるほどに全能力が高く、第一線で使っていると後に大きな穴ができてしまう点では、軍の邪魔をしているともいえる。
シエラ
暗黒魔法を扱える、魔道士の女性。

### ウエルト王国
ロファール
リーベリア大陸の南海に浮かぶ島にある新興国、ウエルト王国の国王。
レダ解放戦争の12英雄（6勇者+6賢者）の内、6勇者の1人である。
騎乗時には剣・槍・斧・弓の物理攻撃用の武器を全て使え、最大パラメータもゴールドナイトと並ぶ最強クラスになるキングスナイトである。
仲間にした時点での初期パラメータも高いが、成長率は低い。
リーザ
リーベリア大陸の南海に浮かぶ島にある新興国、ウエルト王国の王妃。
サリア神官家の血を引く。英雄王と謳われたロファールは夫であり、彼との間に娘・サーシャがいる。
帝国との戦に赴き行方不明となった夫の留守を任されていたが、宰相コッダの専横を防ぎきれず王宮に軟禁されてしまう。
リュナン軍に救出された後は帝国と戦う彼らに惜しみない援助を与えた。
ロファールと結ばれる前に別の男性と愛し合っていた。
サーシャ
ロファール、リーザの娘で、ウエルト王国の王女。
明るく、優しい心の持ち主で、天馬騎士に憧れている。
その屈託のない性格は、戦いに後ろ向きであったラケルの気持ちをも動かした。
ケイト
弓と剣を扱う女騎士で、サーシャの近衛騎士的存在。
ジークが仲間になると彼と恋仲になると同時に、悲劇的な結末を迎える事となる。
コッダ
ウエルトの宰相を務めていたが、ロファール王行方不明の報を聞きその野心を顕す。
リーザ王妃を軟禁した後、マーロン伯がサーシャ王女を盾に王家簒奪を企んでいると言う風聞を流すなどして王国乗っ取りの奸計を巡らせる。
しかし、リュナン軍と協力した反宰相派によって失敗に終わり失脚した。
ノートン
ウエルト騎士団の一人で、重騎士。
コッダに対してはあまり気が進まないのか、ライネルを逮捕する際には「罪状は何ですか」と聞いたり、敵がサーシャだと分かった途端に手のひらを反したりしている。
ライネル
ウエルト騎士団の一人で、槍を扱う歩兵騎士。
自慢のワイフがいるらしい。
ロジャー
ウエルト騎士団の聖騎士。その家系ゆえにコッダに強く出られず、彼に従わざるを得なかった。
メルと愛し合っている。

#### ヴェルジェ
マーロン
ウエルト王国ヴェルジェ領を治める伯爵。
ジョブクラス自体は上級職のジェネラル（ヴェルジェとウェルト王宮で、各1人を選ぶイベントでカーソルを合わせると確認できる）。
ラフィンと言う義理の息子、エステルと言う娘がいる。
信義に厚く、王家に対するコッダの横暴にもいち早く反応。リュナン軍と協力してコッダを国政から排除した後はウエルト軍の主力をリュナンに預けた。
エステル
マーロンの娘で、女性の騎士。
じゃじゃ馬と呼ばれており、強気な性格をしているが、実戦はまだ乏しい。
ラフィン
マーロンの義息子で、騎士。
カナン領バージェの出身で、元は竜騎士だった。
エゼキエル
ヴェルジェの斧騎士。
レティーナという妹がおり、物語の進め方によっては仲間にできるが、方法がかなりややこしい。
リー
司祭の男性。プラムに守りの杖を伝授してくれる。
ナロン
ヴェルジェで暮らす、みならい騎士の青年。
クラスチェンジした際のステータスアップボーナスが、誰よりも大きい。
ルカ
トーラス山賊討伐隊入りに志願してきた、弓兵の青年。
ラケルの弟でもある。
サーシャに対して好意を抱いており、ラケルにもその事を見抜かれているが、本人は慌てて否定している。
レティーナ
エゼキエルの妹で、神官の女性。
盲目であり、ヴェルジェでは「盲目の娘」だけで家が分かるくらいには有名である模様。
盲目であることで同情される事に憤りを感じているようだが、クライスの真摯さには心を打たれており、後に彼を追うために家を出ている。

#### トーラス村
バーツ
トーラス村に暮らす、腕っぷしの強い斧戦士の青年。
妹であるプラムを非常に大切にしており、プラムが軍に随行すると決めた際には強く反対している。
プラム
バーツの妹で、エンテに治療術を習い、神官となる。
物語の進め方によっては、“おどる”のスキルを覚えることができる。また、このイベントは、兄・バーツとの関係にある変化をもたらすことになる。

#### グラムの森
ラケル
弓の女神と呼ばれる女性。
暴漢に襲われる友人を助けるため、暴漢の足の腱を正確に射貫くという逸話が残っている。
争いごとを嫌っており、彼女の攻撃では人間の敵に対して止めを刺すことができない。
一方、魔物に対しては非常に高い戦力となるスキルを持つ。
ルカがサーシャに自慢するほど料理が上手く、仲間になったラケルにサーシャが初めて聞いた事も、料理の仕方である。
ロジャーに対し、かなわぬ恋心を抱いている。

##### マルス神殿
エンテ
マルス神殿のシスター。
ヤーザムに囚われたところをバーツに救われ、そこで出会ったリュナンにマルス神殿まで護衛される。
しかしグエンカオスの襲撃によりマルス神殿から離れざるを得なくなり、そのままリュナン軍に随行した。
実はリーヴェ王国の姫・メーヴェその人である。
リーヴェ陥落後にグラムドに保護され、エンテと言う名前を与えられ、しばらくはラゼリアで過ごしていた。
その際にリュナンと出会い、彼に「守る」と言う約束をされ、彼に好意を抱くようになった。
しかしグエンカオスの姦計でミュースと化し、和平交渉を行っていたグラムドとアーキスを、ノルゼリアもろとも焼き尽くしてしまった。
その後エーゼンバッハに保護され、神殿のシスターとして身を隠し続けていた。
再会したリュナンはその事を忘れていたが、彼のそばにいるために、エンテの素性を知る者には固く口留めをしていた。
メーヴェの事を思い出したリュナンとはすれ違いが起こってしまい、半ば喧嘩別れの状態になってしまうも、エンディングにてようやくリュナンと結ばれた。
エーゼンバッハ
風の神官家を束ねるカナンの大神官。
しかし国王バハヌークに娘殺しの犯人として王の愛妾を訴えたところその逆鱗に触れてカナン神殿を追放される。
その後ウエルト王国にあるマルス神殿の司祭となり、シスター・エンテの後見として日々を過ごしていたが、ガーゼル教皇グエンカオスに殺害される。
シルフィーゼ
エーゼンバッハの娘。
父親と共にマルス神殿で司祭を務めていた。夫の賢者アフリードとの間にメルとマルジュと言う子供がいる。
エーゼンバッハ亡き後、息子マルジュに風の高位魔道書「ヴンダーガスト」を託しエンテの守護を命じた。
マルジュ
シルフィーゼの息子で、魔道士の少年。メルの弟でもある。
シルフィーゼを通して祖父・エーゼンバッハからヴンダーガストを託され、エンテの守護を命じられる。
エンテに対して淡い恋心を抱いていたようだが、中盤のあるイベントにおいて、その恋心が揺れ動くイベントが発生する。
メル
シルフィーゼの娘で、杖と剣を扱うトルバドールの女性。マルジュの姉。
ウエルトの聖騎士ロジャーと愛し合っているが、それゆえに人質としてコッダに囚われてしまう。
マーテル
クラリスの次女で、天馬騎士の女性。エンテの護衛役として、マルス神殿に駐在していた。
リシュエルとは幼馴染であり、軽口を叩き合えるほどには仲がいい。

#### ロトの森
トムス
ロトに森に暮らす猟師の青年で、木造の戦車に乗って弓で戦う。
バーツとは、戦車の中に隠れていてもニオイで気づかれるほどの仲。
兄弟がたくさんいる模様。

### その他の国家・勢力

#### シーライオン(海賊団)
ホームズ
シーライオンの若き船長で、海獅子の異名を持つ。
リュナンとは対照的に口が悪く、態度も大きいが決して悪人ではない。
ヴァルスの息子でもあるが、本人は父親の名を出されることを極端に嫌う。
シゲン
イル島出身の剣士の男性。飄々とした性格だが実力は高い。
ホームスとは叱咤激励し合える仲で、良き理解者。
本名はテオで、シゲンはヴァルスに付けられた名前である。本人はダサいと思っているようだが、実は実父の名前もシゲンである。
基本的にはホームズのサブに殉じているが、ジュリア、クリシーヌ、シエラと、恋人候補が最も多い人物でもある。
ゼノ
グラナダ出身の、戦士の青年。
心優しい性格で仲間を気遣う事が多い。
出自は不明だが、エンディングにて彼の正体が示唆される。
ガロ
顔に傷のある、腕っぷしの強い海賊の男性。見た目によらず物静かな性格。
クラスは海賊で、マップ上のユニット表示も汎用のものだが、戦闘シーンは専用のものが使われている。戦闘時は駆け抜ける際の下駄の音が特徴的である。
ユニ
体中が汚れにまみれた盗賊の少女。
もともとはイスラ海賊に所属していたが、ホームズ達のところへ寝返る。
わがままだが根は優しく、カトリやゼノを心配する事も多い。
ナルサス
変装が得意の、うさんくさい盗賊の男性。女性であっても変装できてしまう。
クラスは盗賊だが、ユニットとしての「盗む」コマンドは存在しない。ただし初めて仲間になったマップで、リュナン軍の軍資金の半分をかっさらっている。

#### イスラ海賊団
メルヘン
セネーの海蛇と恐れられている、イスラ海賊団の船長。
ウエルトにたどり着いたホームズと何度となく戦っては返り討ちにされていたが、ホームズには名前を憶えられていなかった。
雇っていたクリシーヌを呆れさせ、ホームズを激怒させる出来事を招くような悪人だが、カトリの優しさに触れて改心する。
一方で敬虔であり、マールを襲撃した際にロウ司祭を軟禁（実際には保護に近い）するにとどめている。
しかし前述の性格のためか仲間内からは嫌われており、彼に近づく仲間に非常に大きなマイナス支援が発生してしまう。

#### マール市国
リチャード
マール市国王子。「獅子王子」の異名を持つ自信家。
滅亡したレダ王家の生き残りとされるティーエを王女に擁立し、レダ同盟軍の盟主として連戦連勝を記録。
マール王宮奪回後はリュナン軍と同盟を結び、セネト王子率いるエリアル傭兵軍と共にレダ古城を目指す。
非常に尊大な性格である一方、ティーエに非常にほれ込んでおり、最後の戦いの後にある奇跡が起こる。
ロウ
マールの司祭。カトリの養父。
セネーの海賊、メルヘンに殺められたと思われていたが実際は信心を起こしたメルヘンに軟禁されていた。
救出されてからはマールで療養していたが、後にホームズ隊に随行しホームズに様々な知識を授ける。
その知識量はあまりに豊富であり、ホームズにある疑惑を抱かせることとなる。

#### エリアル
テムジン
「傭兵王」の異名を持つ六勇者の一人。エリアル市国の初代国王でその人気は断トツとも言われている。
ゾーアの血を引くがガーゼルには与せず、早い時期にグエンカオスと袂を分かち、難攻不落と言われていたエリアル市を解放する。「王になってほしい」と嘆願され、一度は固辞するも市民の熱狂的な支持を裏切ることはできずエリアルの初代王となる。
自らが庇護していたカナン王子・セネトの率いるエリアル傭兵軍に加入する。
サムソン
斧使いの男性。何故かトーラス山賊団で、傭兵として雇われていた。
実は、テムジンの娘・カティナの夫であり、次期エリアル市国国王である。
カティナ
「破邪の剣士」の二つ名を持つ、大陸に名を馳せる女剣士。
テムジンの娘。カナンを脱出してきたセネトとネイファを保護し、テムジンと共にその成長を見守ってきた。
父親と共にエリアル傭兵軍に加わる。斧使いサムソンの妻。

#### グラナダ
ヴァルス
グラナダ提督。ホームズの父に当たる。レダ解放戦争の六勇者の一員。
かつてイル島で反乱を起こした際、グラムドと共に出陣するがヨーダ達ゾーア人を保護し、ヨーダとはグラムド共々親友となる。
リュナンとホームズをグラナダから国外に逃がす際の戦闘で重傷を負い、市中に潜伏して療養しつつグラナダで繰り広げられる帝国の圧政に抵抗し続けていた。
その武勇と共に無類の艶福家としても有名であり、大陸のあちこちで女性と関係しては子を成していたと言う話も。

#### イル島
ヨーダ
イル島に住む伝説の剣豪。レダ解放戦争の六勇者の一人でもある。
ジュリア
ヨーダの娘で、剣士の女性。
レンツェンハイマーに陥れられ、ゼムセリア后妃殺しの汚名を着させられる。
優秀な剣士だが、多くの人間を斬り続けた事を気にしており、中盤でその本音が吐露されるイベントがある。
そしてその迷いはヨーダにも見抜かれ、父として、師匠としての叱責を受ける事となる。
ミーメ
リーベリア大陸南東にそびえ立つモースの塔、その最上階にある復活の祭壇を大賢者モースの留守中に守護する巫女。

#### アルカナ砂漠
リベカ
幻の国アルカナからやってきたと話す、神官の女性。エンディングでは、随分意味深な言葉を残している。

#### 地域不明
ヴェガ
“シュラムの死神”と呼ばれる、剣士の傭兵。
どこの出身なのかは、物語の進め方によって、エンディングで判明する。

## 関連書籍・CD
攻略本
全てエンターブレイン刊。
- ティアリングサーガ ユトナ英雄戦記オフィシャルプレイヤーズバイブル

2001年6月初版 ISBN 4757704844
- ティアリングサーガ ユトナ英雄戦記オフィシャルコンプリートガイド

2001年7月21日初版 ISBN 4757705204
ノベライゼーション
ファミ通文庫刊。はせがわみやび・著、広田麻由美・画。
1. 2001年10月20日発売  ISBN 4757705751
2. 2001年12月20日発売  ISBN 4757706847
3. 2002年2月20日発売  ISBN 4757707576

ファミ通名作ゲーム文庫
廉価版。書店流通のためISBNコードが付されている。内容はゲーム本編と攻略本（オフィシャルコンプリートガイドと同内容）。2006年4月1日発売。当初は2005年の続編・ベルウィックサーガ発売直前にリリース予定であったが、前述の訴訟の影響もあってか1年近くの延期を経ての発売となった。
2006年4月1日発売 ISBN 4757726538
サウンドトラック
発売：サイトロン･アンド･アート、販売：ソニー・ミュージックエンタテインメント。
2001年6月20日発売 商品番号：SCDC-91